# Avenue Jean-Médecin
Pour les articles homonymes, voir Avenue de la Victoire.
L'avenue Jean-Médecin est une avenue du centre de Nice. 

## Situation et accès
L'avenue Jean-Médecin un des axes de circulation nord-sud de la ville de Nice ; elle est officiellement nommée l' « avenguda Jouan-Medecin, consòu de Nissa ». Elle apparaît comme l'artère commerçante principale de Nice et est désignée par les Niçois comme « l'Avenue »,.

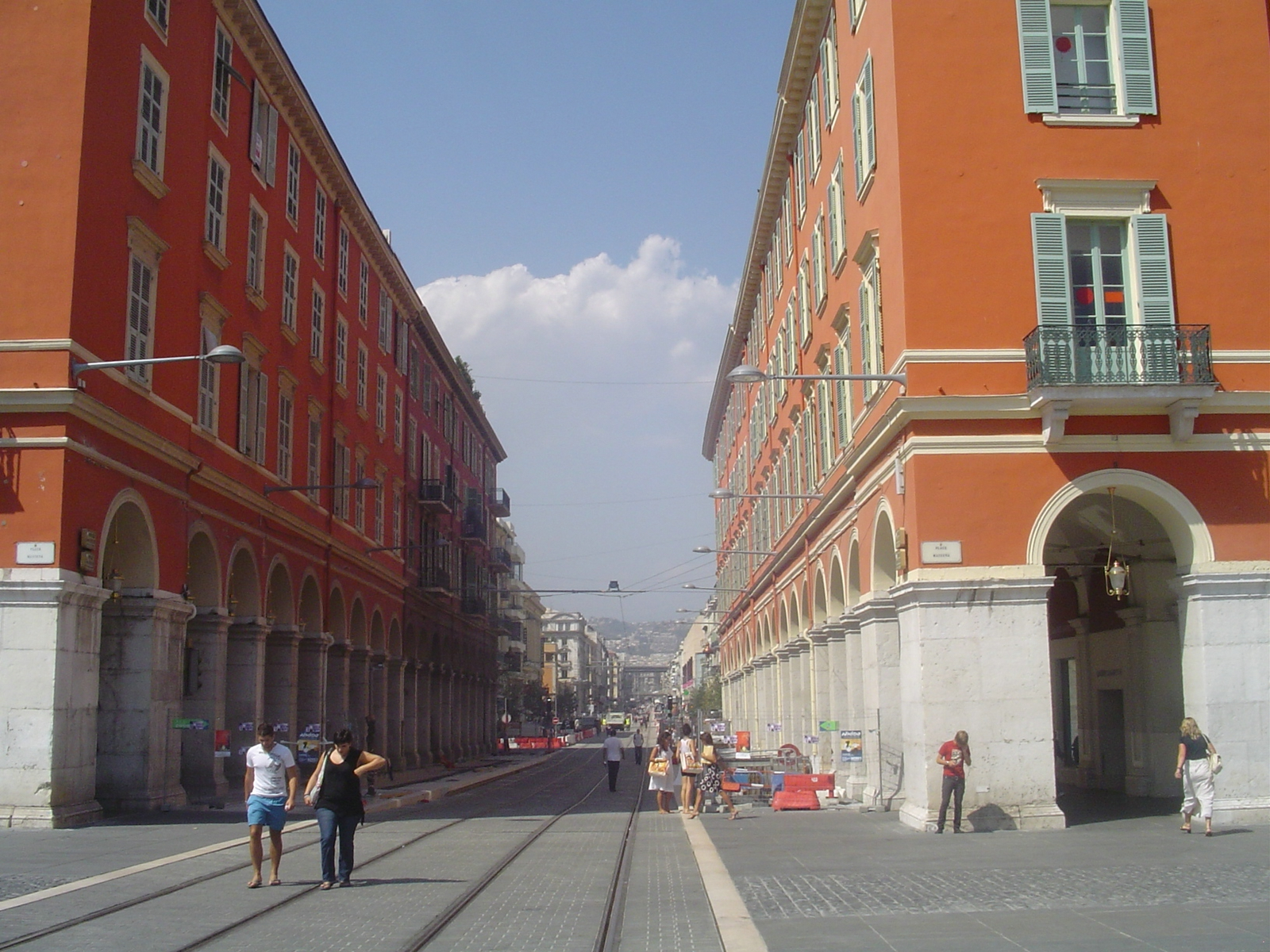
L'avenue vue vers le nord, depuis la place Masséna.

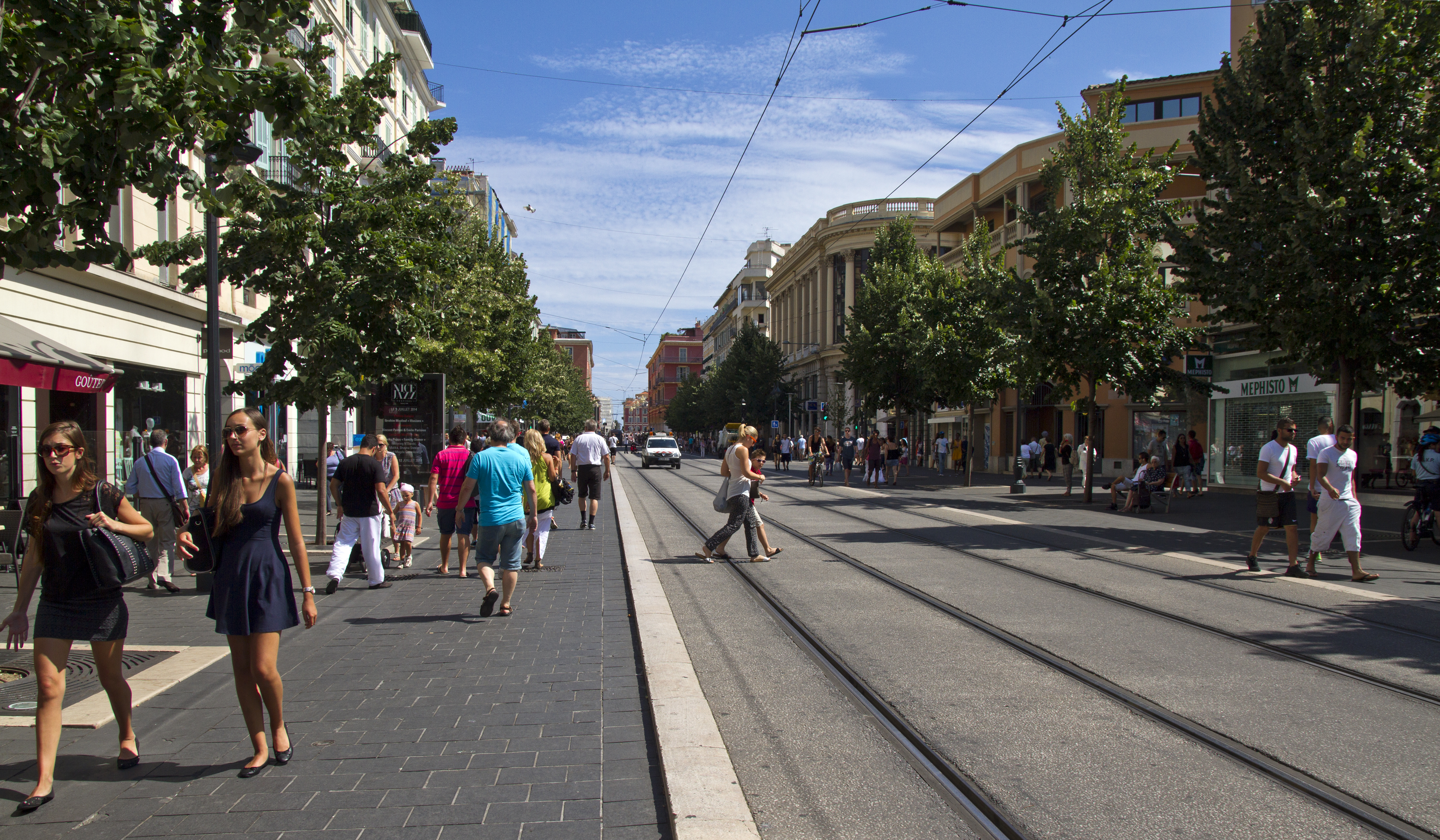
L'avenue vue vers le sud, en direction de la place Masséna.

Débutant sur le côté nord de la place Masséna, l'avenue Jean-Médecin se poursuit vers le nord jusqu'à la voie ferrée Marseille - Vintimille. À cet endroit, elle est prolongée par le passage Max-Vérola, sous le pont de la voie Mathis et de la ligne de chemin de fer, qui rejoint l'avenue Malausséna, du nom d'un autre ancien maire de Nice.

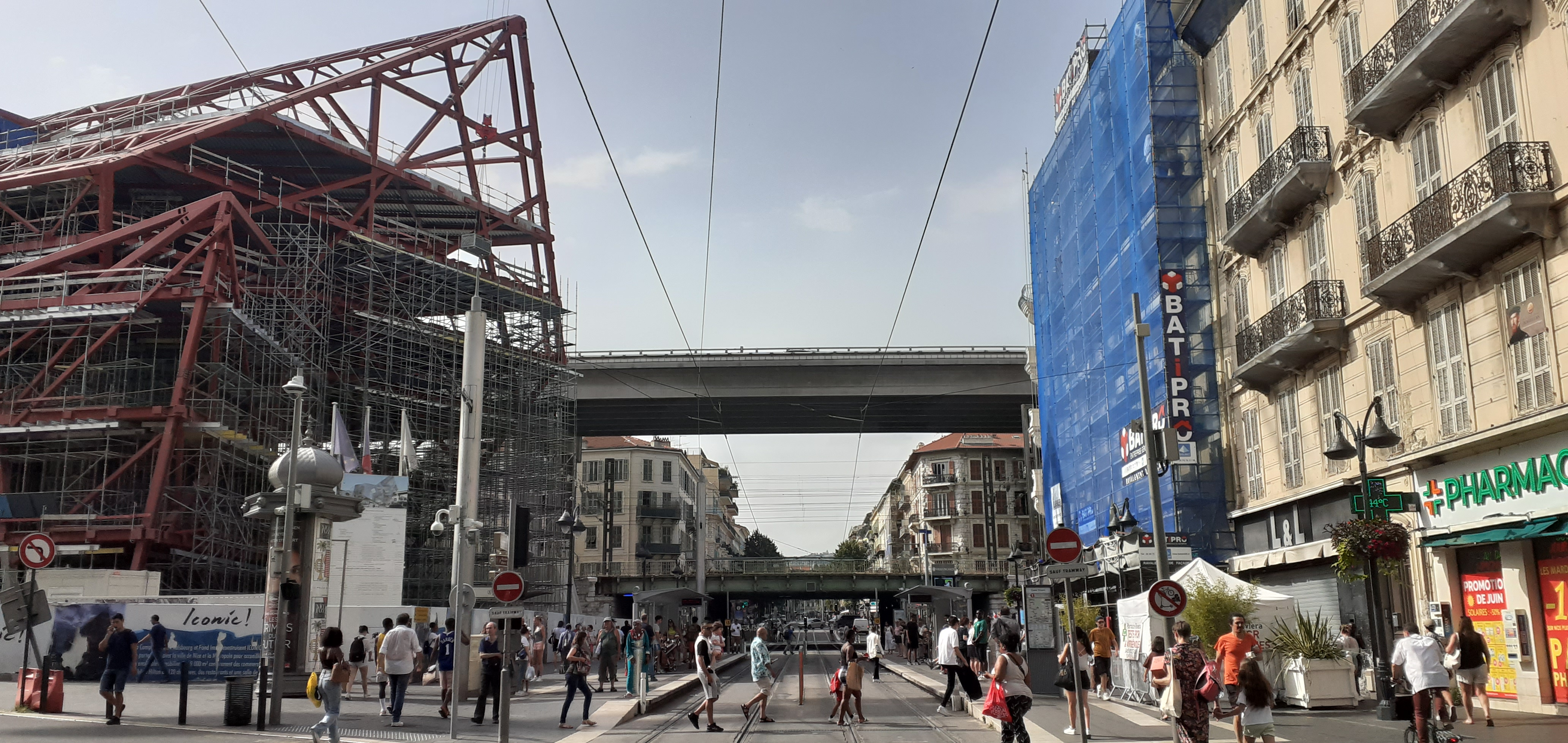
Vue sur l'extrémité nord de l'avenue Jean-Médecin avec la voie Mathis en haut, la voie ferrée en bas et le chantier de l'Iconic à gauche, ensemble immobilier avec centre commercial, hôtel, salle de spectacle, notamment.

Les axes plus au nord continuent d'utiliser l'ancien vallon naturel Saint-Michel et son ruisseau disparu sous les voûtes des voies de circulation. L'avenue Jean-Médecin est traversée par d'importants axes de circulation est-ouest de la ville : la rue de la Liberté et la rue de l'Hôtel-des-Postes, la rue du Maréchal-Joffre et la rue Pastorelli, le boulevard Victor-Hugo et le boulevard Dubouchage, l'avenue Thiers et le boulevard Raimbaldi.
Alors que le bas de l'avenue, côté Masséna, plus élégant, présente un fort caractère touristique, le haut est davantage populaire. Cette différence concerne aussi les quartiers situés autour de l'avenue. On y rencontre tous les grands magasins de la ville, chacun pourrait faire l'objet d'un article tellement le commerce s'est modifié et adapté aussi bien à la clientèle locale qu'à sa population touristique. On y trouve également les sièges niçois des grandes banques françaises : l'immeuble du Crédit lyonnais, construit en 1890 suivant les plans de Sébastien-Marcel Biasini, l'immeuble de BNP Paribas édifié en 1921 et conçu par Charles Dalmas, et la célèbre agence de la Société générale dévalisée par Albert Spaggiari en 1976. Le reste de l'avenue comprend un complexe de salles de cinéma (Pathé Masséna, sept salles au numéro 31), la basilique Notre-Dame, inaugurée en 1868, ou encore le centre commercial Nicetoile au numéro 30. Parmi les autres bâtiments intéressants d'un point de vue architectural, on peut mentionner l'immeuble Belle Époque Riviera, construit en 1913, comprenant six étages et dix mille mètres carrés et occupé aujourd'hui par la Fnac, ainsi qu'un peu plus bas, un immeuble de style Art déco utilisé par l'enseigne Monoprix. Au bas de l'avenue, se trouve le bâtiment des Galeries Lafayette, établies ici depuis 1916, à la façade ocre rouge et aux arcades de style turinois.

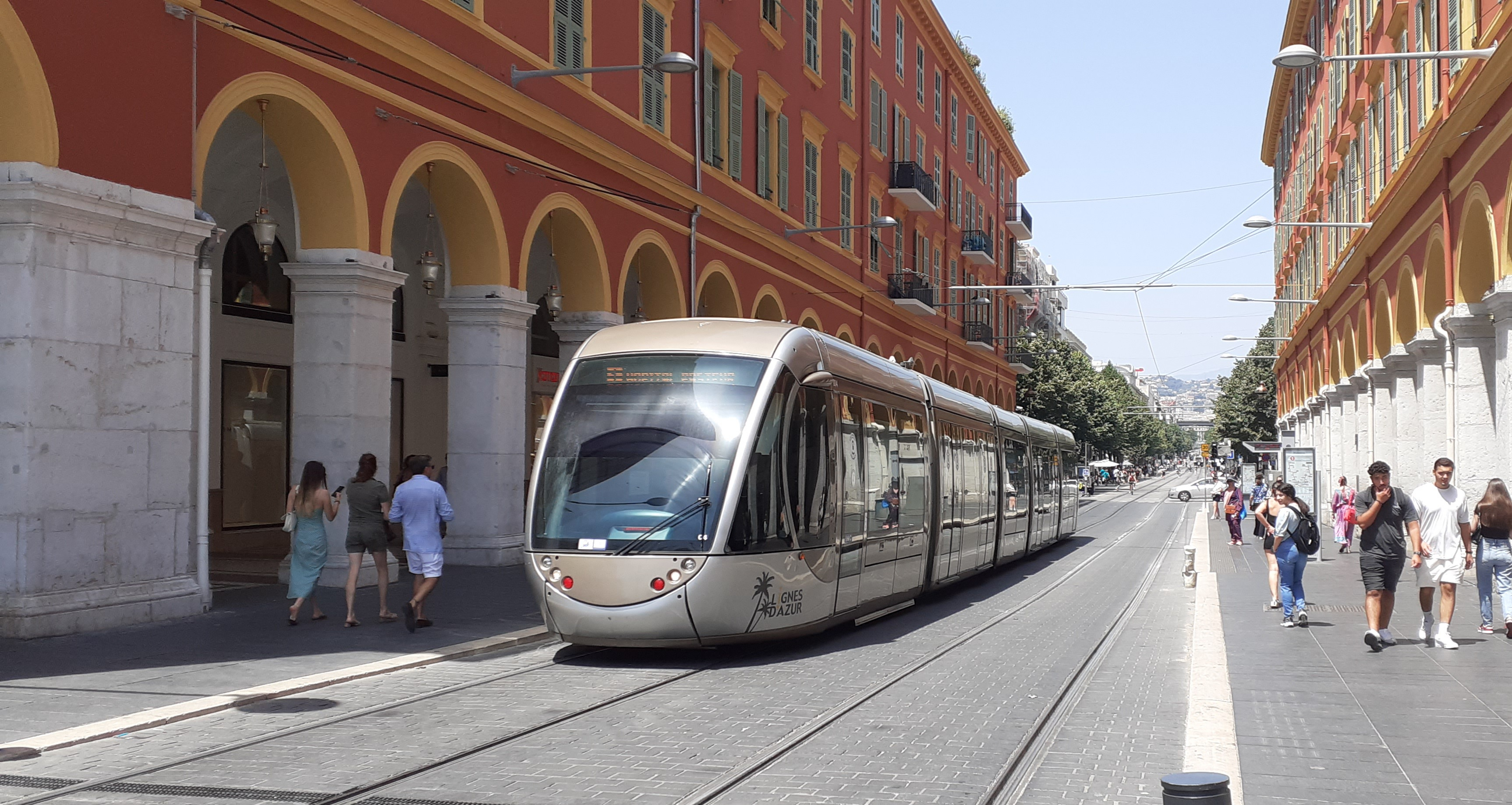
L'avenue Jean-Médecin et la ligne 1 du tramway.

De 2003 à 2007, elle est soumise à de longs travaux de restructuration sous terre et en surface en vue du passage de la ligne 1 du tramway de Nice. Elle est depuis décembre 2008 presque entièrement piétonne, à l'exception de la ligne du tramway. Le milieu de l'avenue est recouvert de milliers de diodes bleues s'éclairant la nuit. Elles constituent l'œuvre du plasticien Yann Kersalé, spécialiste de l'utilisation de la lumière, intitulée L'Amorse du bleu et inaugurée à l'occasion de la fin des travaux du tramway. Quatre arrêts et deux lignes de tramway desservent l'avenue ; du nord au sud : Gare Thiers, Jean-Médecin, Jean Médecin T2 et Masséna.

## Origine du nom
Cette voie est nommée en référence à l'avocat et homme politique français Jean Médecin (1890-1965) qui fut maire de Nice de 1947 à 1965.

## Historique

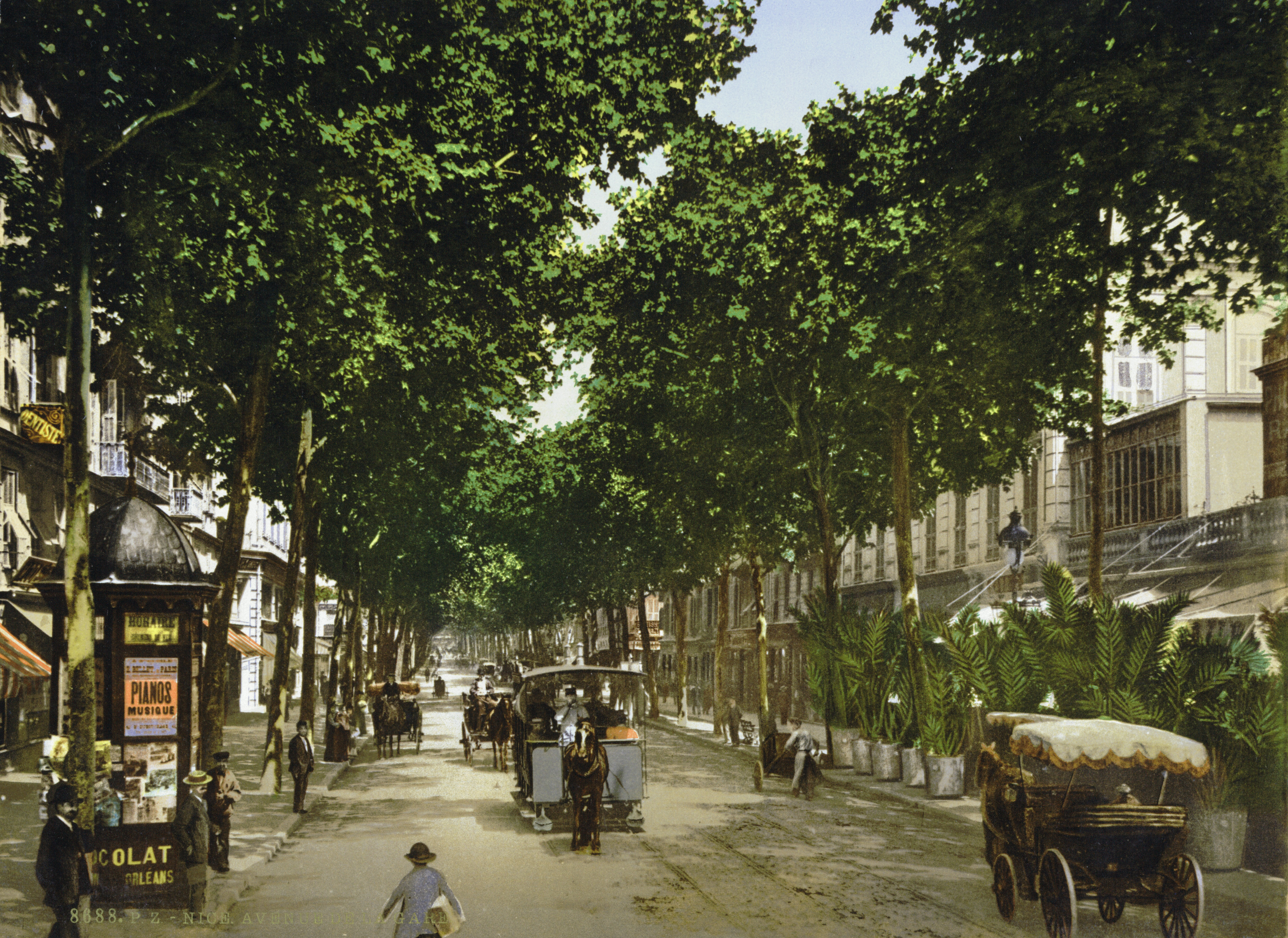
L'avenue de la Gare entre 1890 et 1905.

Réalisée en 1864, donc peu après l'annexion du comté de Nice à la France en 1860, selon le plan régulateur général de la ville tracé sous l'époque savoyarde du temps du Consiglio d'Ornato, la voie est établie sur un vallon naturel, le vallon Saint-Michel, à partir de la place Masséna, dans l'axe du Pont-Neuf. Elle traduit la volonté des autorités de l'époque d'organiser l'expansion de la ville moderne sur la rive droite du Paillon.
Cette voie a porté tour à tour les appellations suivantes :
- vallon Saint-Michel avant son urbanisation ;
- avenue du Prince-Impérial sous le Second Empire, en l'honneur de Louis Napoléon Bonaparte ; le gouvernement de Napoléon III avait en effet participé à sa construction[12] ;
- avenue de la Gare à partir de 1870[12], un renommage dû à la chute de l'Empire et choisi ainsi parce que c'est l'axe principal, depuis le Vieux-Nice, qui mène à la gare de Nice-Ville, inaugurée en 1867 ;
- avenue de la Victoire à partir de 1918, juste après la Première Guerre mondiale, selon une décision prise lors d'un conseil municipal extraordinaire ayant lieu le jour de l'armistice[12] ;
- avenue Jean-Médecin à partir de 1966[10], en l'honneur de Jean Médecin qui fut maire de Nice au XXe siècle de 1928 à 1943, puis de 1947 à 1965.

## Bâtiments remarquables et lieux de mémoire
L'avenue a longtemps accueilli les corsi du carnaval de Nice. Les chars descendaient l'avenue au milieu de la foule jusqu'à la place Masséna. Aujourd'hui, leur passage n'est plus possible en raison du tramway et de son alimentation électrique.

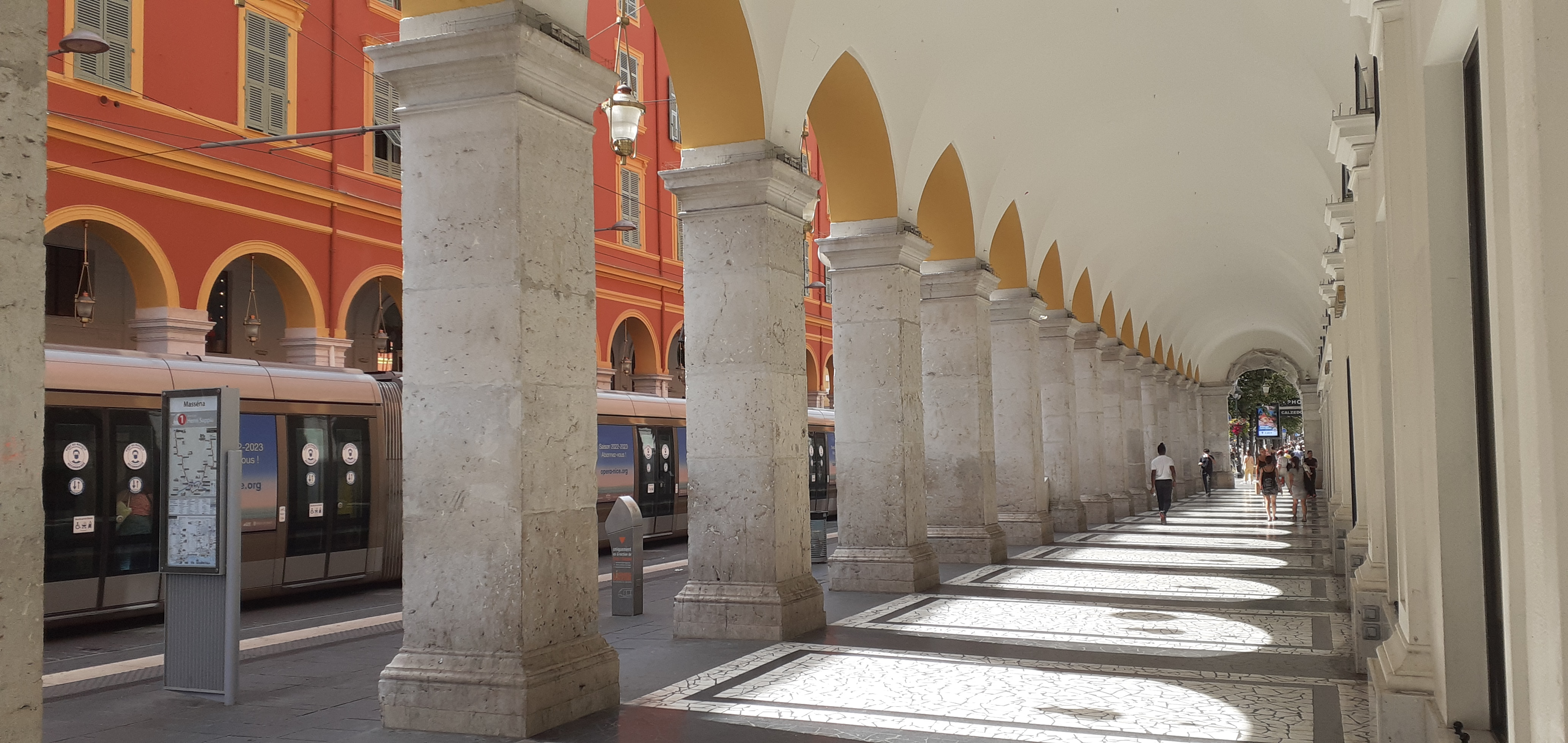
Vue sur les arcades de l'avenue Jean-Médecin.

C’est en marchant sous les arcades de cette avenue en juillet 1947, que les neuf premières notes de la chanson et futur succès international C'est si bon (fa, mi, mib, fa, sol, la, sol, fa, ré) sont venues en tête du compositeur niçois Henri Betti.

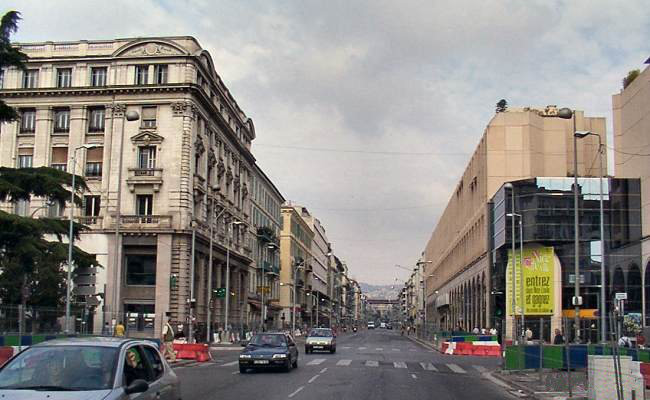
Avant les travaux du tramway, dans les années 2000.
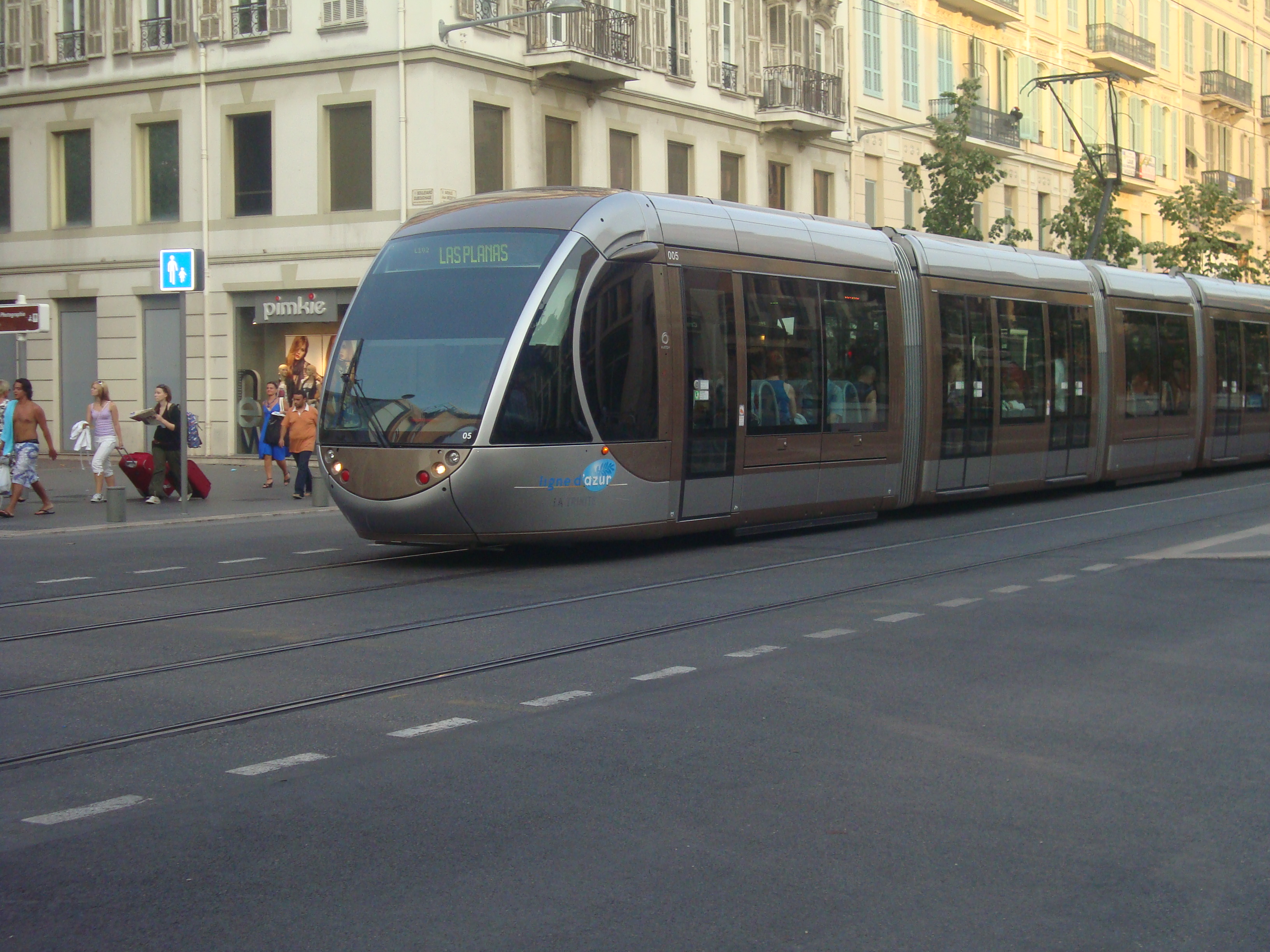
Ligne 1 du tramway sur l'avenue.
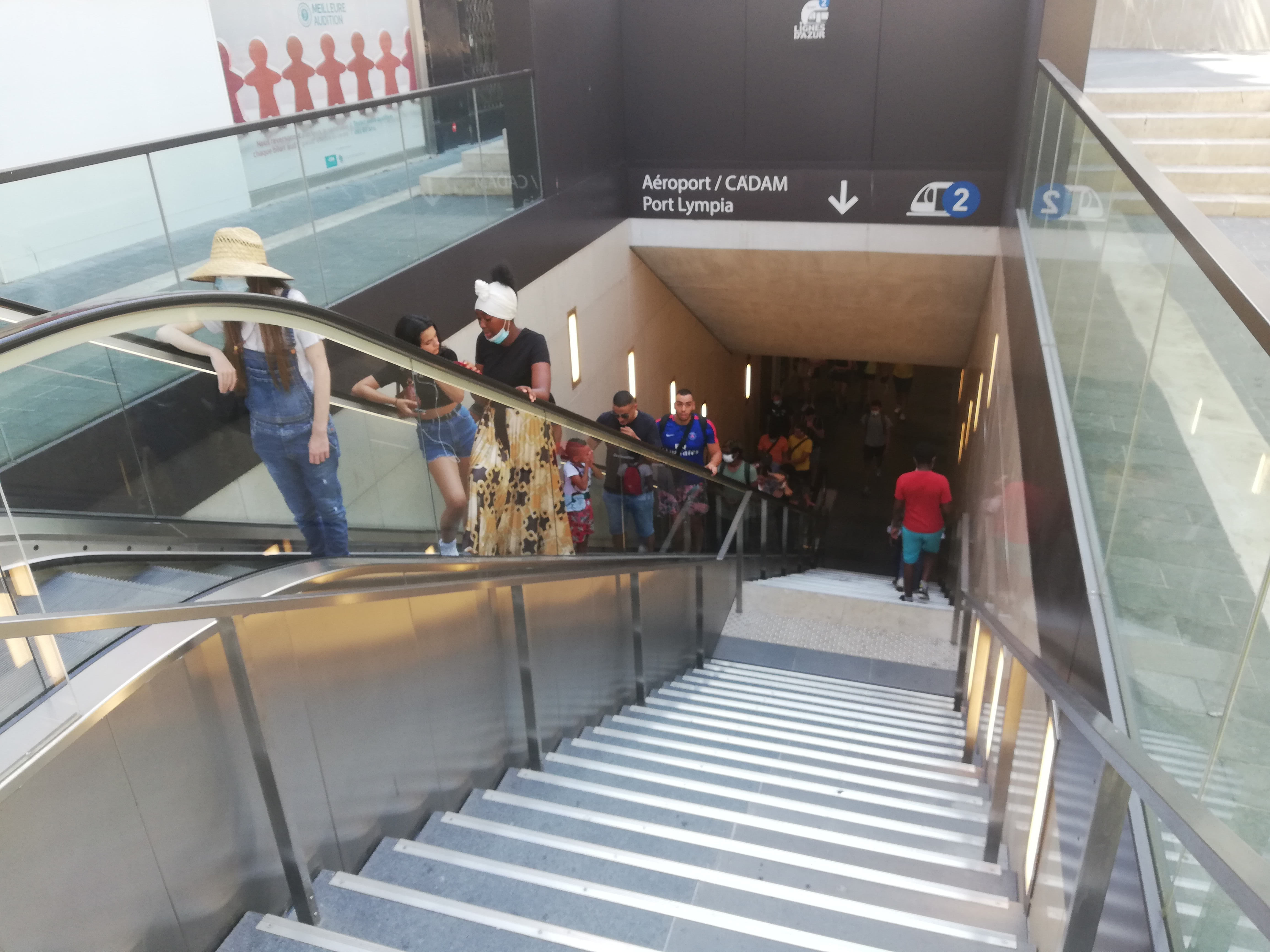
Accès souterrain à la station de la ligne 2 du tramway.
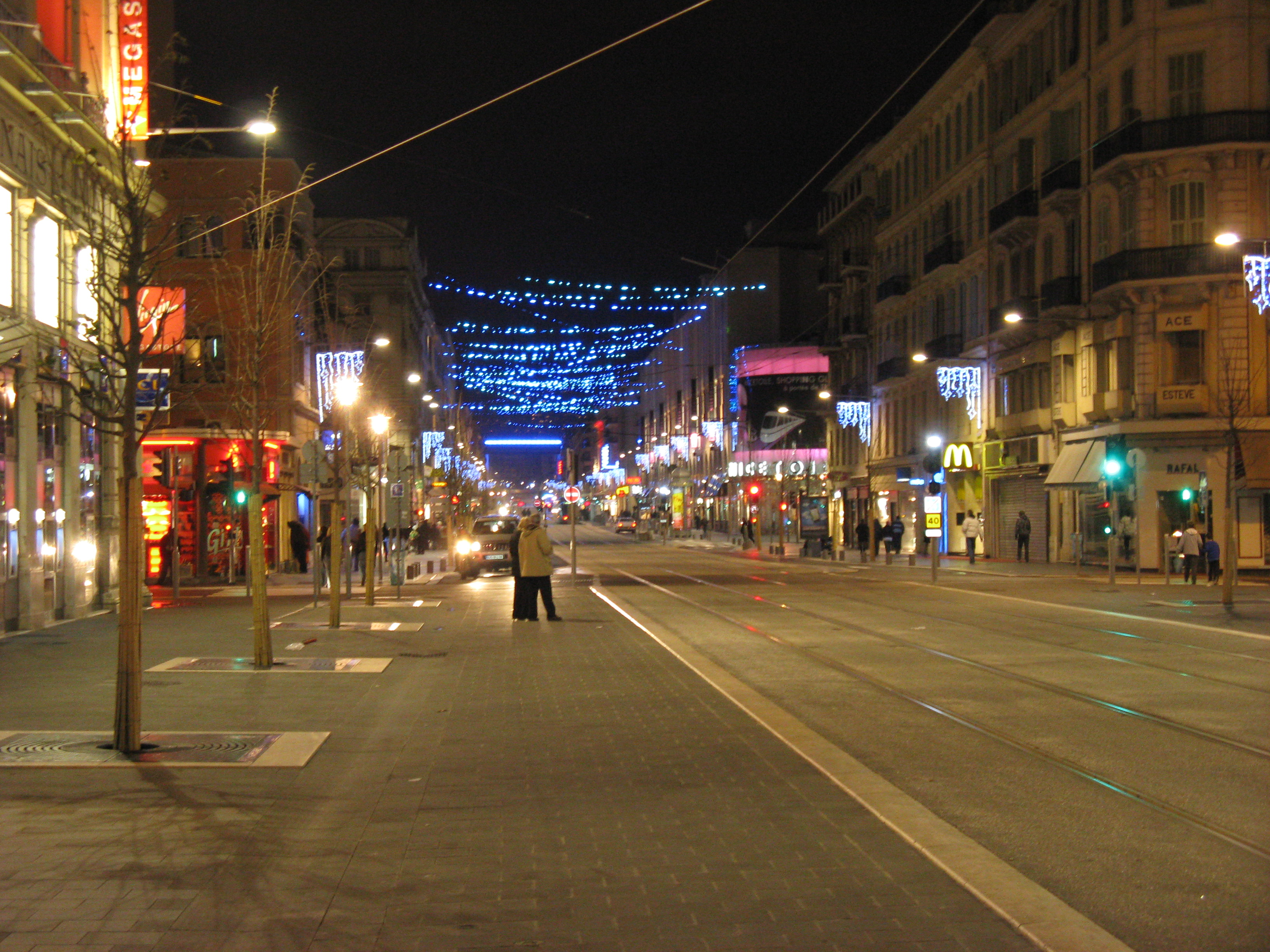
L'avenue Jean-Médecin, la nuit.